# Tour de Luxembourg 1988
La 48e édition du Tour de Luxembourg a lieu du 8 au 12 juin 1988.

## Étapes
| Étape     | Date    | Villes étapes           |  | Distance (km) | Vainqueur d’étape | Leader du classement général |
| --------- | ------- | ----------------------- |  | ------------- | ----------------- | ---------------------------- |
| 1re étape | 8 juin  | Luxembourg - Luxembourg |  | 65            | Johan Capiot      |                              |
| 2e étape  | 9 juin  | Luxembourg - Dippach    |  | 188           | Richard Trinkler  |                              |
| 3e étape  | 10 juin | Walferdange - Bertrange |  | 199           | Søren Lilholt     |                              |
| 4ea étape | 11 juin | Rosport - Echternach    |  | 136           | Frank Hoste       | Joël Pelier                  |
| 4eb étape | 11 juin | Luxembourg - Luxembourg |  | 1,1           | Søren Lilholt     |                              |
| 5e étape  | 12 juin | Diekirch - Diekirch     |  | 161           | Johan Capiot      | Richard Trinkler             |

## Déroulement de la course

### 1reétape
|    | Coureur      | Équipe |    | Temps |
| -- | ------------ | ------ | -- | ----- |
| 1  | Johan Capiot |        | en |       |
| 2  |              |        | +  |       |
| 3  |              |        |    |       |
| 4  |              |        |    |       |
| 5  |              |        |    |       |
| 6  |              |        |    |       |
| 7  |              |        |    |       |
| 8  |              |        |    |       |
| 9  |              |        |    |       |
| 10 |              |        |    |       |

|    | Coureur      | Équipe |    | Temps |
| -- | ------------ | ------ | -- | ----- |
| 1  | Johan Capiot |        | en |       |
| 2  |              |        | +  |       |
| 3  |              |        |    |       |
| 4  |              |        |    |       |
| 5  |              |        |    |       |
| 6  |              |        |    |       |
| 7  |              |        |    |       |
| 8  |              |        |    |       |
| 9  |              |        |    |       |
| 10 |              |        |    |       |

### 2eétape
|    | Coureur          | Équipe |    | Temps |
| -- | ---------------- | ------ | -- | ----- |
| 1  | Richard Trinkler |        | en |       |
| 2  |                  |        | +  |       |
| 3  |                  |        |    |       |
| 4  |                  |        |    |       |
| 5  |                  |        |    |       |
| 6  |                  |        |    |       |
| 7  |                  |        |    |       |
| 8  |                  |        |    |       |
| 9  |                  |        |    |       |
| 10 |                  |        |    |       |

|    | Coureur | Équipe |    | Temps |
| -- | ------- | ------ | -- | ----- |
| 1  | '       |        | en |       |
| 2  |         |        | +  |       |
| 3  |         |        |    |       |
| 4  |         |        |    |       |
| 5  |         |        |    |       |
| 6  |         |        |    |       |
| 7  |         |        |    |       |
| 8  |         |        |    |       |
| 9  |         |        |    |       |
| 10 |         |        |    |       |

### 3eétape
|    | Coureur       | Équipe |    | Temps |
| -- | ------------- | ------ | -- | ----- |
| 1  | Søren Lilholt |        | en |       |
| 2  |               |        | +  |       |
| 3  |               |        |    |       |
| 4  |               |        |    |       |
| 5  |               |        |    |       |
| 6  |               |        |    |       |
| 7  |               |        |    |       |
| 8  |               |        |    |       |
| 9  |               |        |    |       |
| 10 |               |        |    |       |

|    | Coureur | Équipe |    | Temps |
| -- | ------- | ------ | -- | ----- |
| 1  | '       |        | en |       |
| 2  |         |        | +  |       |
| 3  |         |        |    |       |
| 4  |         |        |    |       |
| 5  |         |        |    |       |
| 6  |         |        |    |       |
| 7  |         |        |    |       |
| 8  |         |        |    |       |
| 9  |         |        |    |       |
| 10 |         |        |    |       |

### 4ea étape
|    | Coureur            | Équipe |    | Temps |
| -- | ------------------ | ------ | -- | ----- |
| 1  | Frank Hoste        |        | en |       |
| 2  | Phil Anderson      |        | +  |       |
| 3  | Henri Manders      |        |    |       |
| 4  | Félix Urbain       |        |    |       |
| 5  | Zeivesco           |        |    |       |
| 6  | Adrie van der Poel |        |    |       |
| 7  | Joël Pelier        |        |    |       |
| 8  | Søren Lilholt      |        |    |       |
| 9  | Novosad            |        |    |       |
| 10 | Pascal Triebel     |        |    |       |

|    | Coureur            | Équipe |    | Temps |
| -- | ------------------ | ------ | -- | ----- |
| 1  | Joël Pelier        |        | en |       |
| 2  | Richard Trinkler   |        | +  |       |
| 3  | Jaanus Kuum        |        |    |       |
| 4  | Jacques Decrion    |        |    |       |
| 5  | Søren Lilholt      |        |    |       |
| 6  | Eddy Schurer       |        |    |       |
| 7  | Etienne De Wilde   |        |    |       |
| 8  | Adrie van der Poel |        |    |       |
| 9  | Arras              |        |    |       |
| 10 | Henri Manders      |        |    |       |

### 4eb étape
|    | Coureur       | Équipe |    | Temps |
| -- | ------------- | ------ | -- | ----- |
| 1  | Søren Lilholt |        | en |       |
| 2  |               |        | +  |       |
| 3  |               |        |    |       |
| 4  |               |        |    |       |
| 5  |               |        |    |       |
| 6  |               |        |    |       |
| 7  |               |        |    |       |
| 8  |               |        |    |       |
| 9  |               |        |    |       |
| 10 |               |        |    |       |

|    | Coureur | Équipe |    | Temps |
| -- | ------- | ------ | -- | ----- |
| 1  | '       |        | en |       |
| 2  |         |        | +  |       |
| 3  |         |        |    |       |
| 4  |         |        |    |       |
| 5  |         |        |    |       |
| 6  |         |        |    |       |
| 7  |         |        |    |       |
| 8  |         |        |    |       |
| 9  |         |        |    |       |
| 10 |         |        |    |       |

### 5eétape
|    | Coureur      | Équipe |    | Temps |
| -- | ------------ | ------ | -- | ----- |
| 1  | Johan Capiot |        | en |       |
| 2  |              |        | +  |       |
| 3  |              |        |    |       |
| 4  |              |        |    |       |
| 5  |              |        |    |       |
| 6  |              |        |    |       |
| 7  |              |        |    |       |
| 8  |              |        |    |       |
| 9  |              |        |    |       |
| 10 |              |        |    |       |

|    | Coureur          | Équipe |    | Temps |
| -- | ---------------- | ------ | -- | ----- |
| 1  | Richard Trinkler |        | en |       |
| 2  | Jaanus Kuum      |        | +  |       |
| 3  | Jacques Decrion  |        |    |       |
| 4  |                  |        |    |       |
| 5  |                  |        |    |       |
| 6  |                  |        |    |       |
| 7  |                  |        |    |       |
| 8  |                  |        |    |       |
| 9  |                  |        |    |       |
| 10 |                  |        |    |       |

## Classements finals

### Classement général
|    | Cycliste         | Pays | Équipe |    | Temps |  |
| -- | ---------------- | ---- | ------ | -- | ----- |  |
| 1  | Richard Trinkler | SUI  |        | en |       |  |
| 2  | Janus Kuum       | NOR  |        | +  |       |  |
| 3  | Jacques Decrion  | FRA  |        |    |       |  |
| 4  |                  |      |        |    |       |  |
| 5  |                  |      |        |    |       |  |
| 6  |                  |      |        |    |       |  |
| 7  |                  |      |        |    |       |  |
| 8  |                  |      |        |    |       |  |
| 9  |                  |      |        |    |       |  |
| 10 |                  |      |        |    |       |  |

### Classements annexes
|   | Cycliste | Équipe | Points |
| - | -------- | ------ | ------ |
| 1 | '        |        |        |
| 2 |          |        |        |
| 3 |          |        |        |

|   | Cycliste | Équipe | Points |
| - | -------- | ------ | ------ |
| 1 | '        |        |        |
| 2 |          |        |        |
| 3 |          |        |        |

|   | Cycliste | Équipe |    | Temps |
| - | -------- | ------ | -- | ----- |
| 1 | '        |        | en |       |
| 2 |          |        | +  |       |
| 3 |          |        |    |       |

|   | Équipe | Pays |   | Temps |
| - | ------ | ---- | - | ----- |
| 1 |        |      |   |       |
| 2 |        |      | + |       |
| 3 |        |      |   |       |

## Évolution des classements
| Étape              | Vainqueur        | Classement général | Classement de la montagne | Classement des sprints | Classement du meilleur jeune | Classement par équipes |
| ------------------ | ---------------- | ------------------ | ------------------------- | ---------------------- | ---------------------------- | ---------------------- |
| 1                  | Johan Capiot     |                    |                           |                        |                              |                        |
| 2                  | Richard Trinkler |                    | Richard Trinkler          |                        |                              |                        |
| 3                  | Søren Lilholt    |                    |                           |                        |                              |                        |
| 4a                 | Frank Hoste      | Joël Pelier        |                           |                        |                              |                        |
| 4b                 | Søren Lilholt    |                    |                           |                        |                              |                        |
| 5                  | Johan Capiot     | Richard Trinkler   |                           |                        |                              |                        |
| Classements finals |                  |                    |                           |                        |                              |                        |